# AFAS Stadion (Mechelen)
Das AFAS Stadion (voller Name: AFAS Stadion Achter de Kazerne) ist ein Fußballstadion in der belgischen Stadt Mechelen, Provinz Antwerpen, Flandern. Es ist die Heimspielstätte des Fußballvereins KV Mechelen und bietet seit 2019 insgesamt 16.672 Zuschauern Platz.

## Geschichte
Die 1911 entstandene Anlage wurde Achter de Kazerne Stadion genannt, da früher hinter dem Stadion eine Kaserne lag, wo nun das Gebäude des belgischen Telekommunikationskonzerns Telenet Group steht. Von 2003 bis 2006 wurde das Stadion auch Scarletstadion genannt, da Scarlet der Hauptsponsor des KV Mechelen war und dem Stadion seinen Namen gab. Bis 2009 wurde es Veoliastadion, nach dem börsennotierten Unternehmen Veolia S.A., genannt. Danach war die niederländische Argos Oil Namensgeber. Am 11. Mai 2015 wurde bekannt, dass das Stadion bis mindestens 2020 den Namen AFAS Stadion, nach dem Unternehmen AFAS Software, tragen wird.

### Renovierung
Anfang 2013 veröffentlichte der KV Mechelen auf seiner Website Pläne für einen Stadionumbau. Demnach ist der Abriss der Hintertortribüne im Westen und der Gegengeraden im Norden geplant. Die beiden einzelnen Ränge sollen nach der Renovierung durch eine Tribünenecke verbunden werden. Das Platzangebot sollte auf 18.500 gesteigert werden. In der Hintertortribüne ist ein neuer V.I.P.-Bereich geplant. Auf den Oberrängen der Neubauten werden Sitze montiert und die Unterränge sind für Stehplätze vorgesehen. Als spätere Ausbaumaßnahme soll die Haupttribüne ein neues Funktionsgebäude erhalten. Im Februar 2014 wurden die Pläne für den Umbau ab Mai des Jahres gestoppt, da eine notwendige Befreiung von der Umweltverträglichkeitsprüfung (UVP) nicht ausgesprochen wurde. Dies brachte den Zeitplan in Verzug.
Als letzte Hürde zum Stadionumbau stand die Genehmigung des Bürgermeisters sowie des Stadtrates aus. Im April 2015 wurde die Zustimmung für das Bauprojekt in zwei Phasen erteilt, womit die Arbeiten schon im Mai 2015 beginnen konnten. Die Kosten verteilen sich auf private Investoren, die flämische Regierung sowie auf Fananleihen. Der KV Mechelen selbst trägt nur zehn Prozent der Kosten. Der Umbau soll rund neun Mio. Euro kosten. Die Fananleihen haben einen Mindestpreis von 1000 Euro bei einer Laufzeit von sieben Jahren und bietet einen Bruttozins von 4,25 Prozent.
Am 2. Mai 2015 bestritt der KV das letzte Heimspiel im alten Stadion vor Beginn der Bauarbeiten. Mechelen besiegte den SV Zulte Waregem mit 3:0. Nach nur drei Monaten nach dem Baubeginn von Phase 1, konnte am 8. August 2015 die neue Nordtribüne gegen Royal Mouscron-Péruwelz (3:1) genutzt werden. Der Zuschauerrang war aber noch nicht fertiggestellt. Es fehlte u. a. die Überdachung sowie der Innenausbau mit Toiletten und Kioske. Nachdem im Sommer 2015 die neue Haupttribüne (2.120 Sitz- und 5.000 Stehplätze mit Fanshop, Kantine und einem Fitnessstudio) im Norden eingeweiht wurde, wurde der Ausbau des Stadions ab Januar 2016 mit Phase 2 fortgesetzt. Die neue Westtribüne mit Steh- und Sitzplätzen sowie Logen, einer Kindertagesstätte und Büroräumen wurde zum August 2016 fertiggestellt. Die Bauarbeiten kosteten insgesamt 9,1 Mio. Euro.
Ungeachtet des Abstiegs des KV Mechelen aus der Division 1A ging der Umbau des Stadions mit Phase 3 weiter. Am Tag nach dem letzten Heimspiel am 11. März 2018 gegen Waasland-Beveren (2:0) demontierten Bauarbeiter auf der alten Haupttribüne, innerhalb von fünf Tagen, alle verwertbaren Teile wie Flutlichtmasten, Sitze sowie Presse- und Catering-Ausstattung, denn der Abriss sollte bald erfolgen. An der Stelle wird eine fünfstöckige Tribüne, die die gleiche Höhe wie die zuvor errichteten Ränge hat, entstehen. Der Neubau wird 2000 reguläre Plätze bekommen. Des Weiteren sehen die Planungen zwei Reihen mit Logen, genannt Skyboxen, und mehr als 800 Business-Sitze auf der neuen Haupttribüne vor. Die Stadionkapazität wird sich durch die neue Tribüne nicht steigern, aber die Einnahmen werden durch den Logenbereich erhöht. Im Mai 2018 begann man mit den Arbeiten am Fundament. Innerhalb von nur zwei Monaten konnte Richtfest auf der Baustelle gefeiert werden.

## Galerie

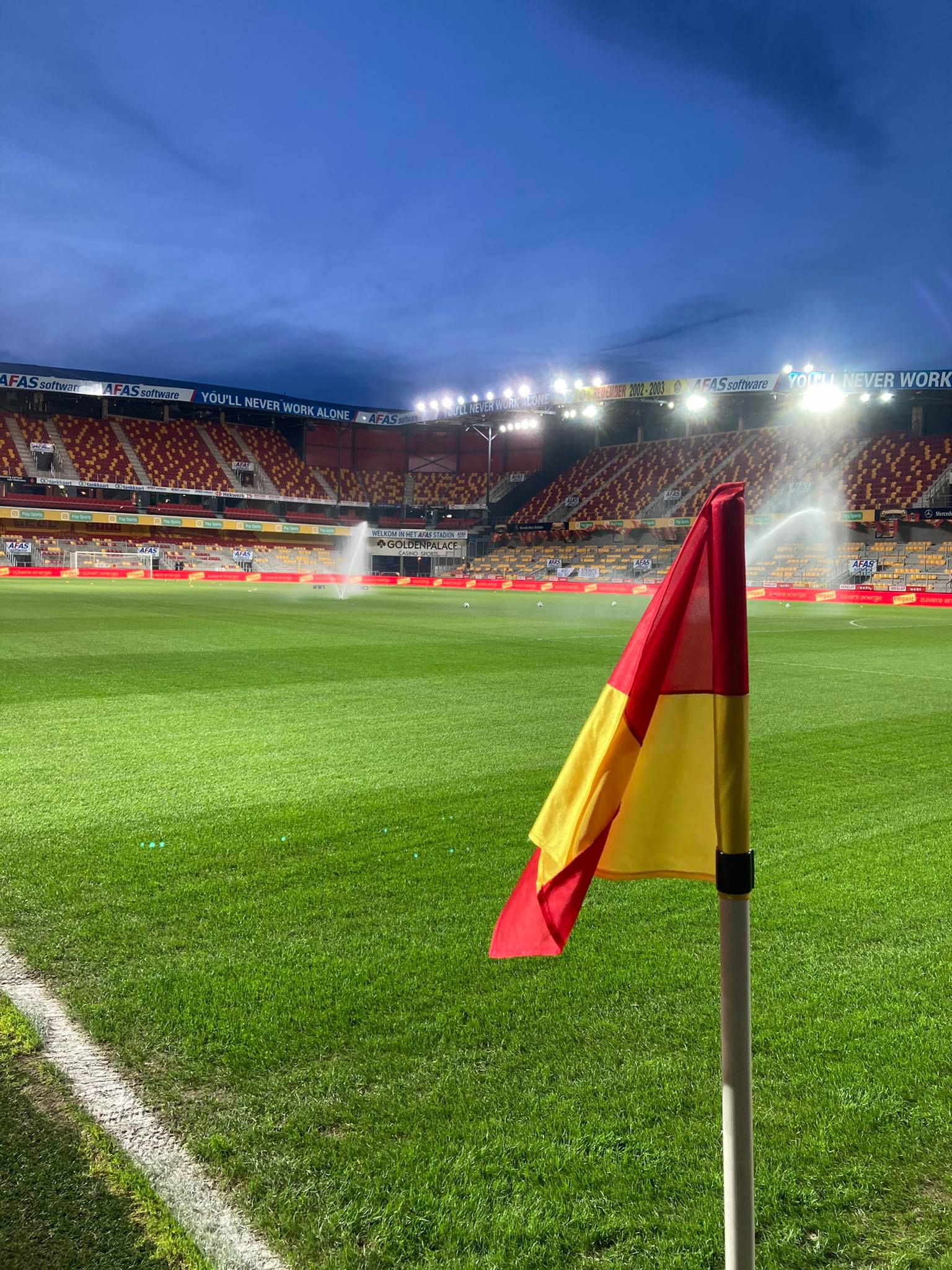
Die renovierten Tribünen 2 und 3 (Januar 2021)